# ラバディ

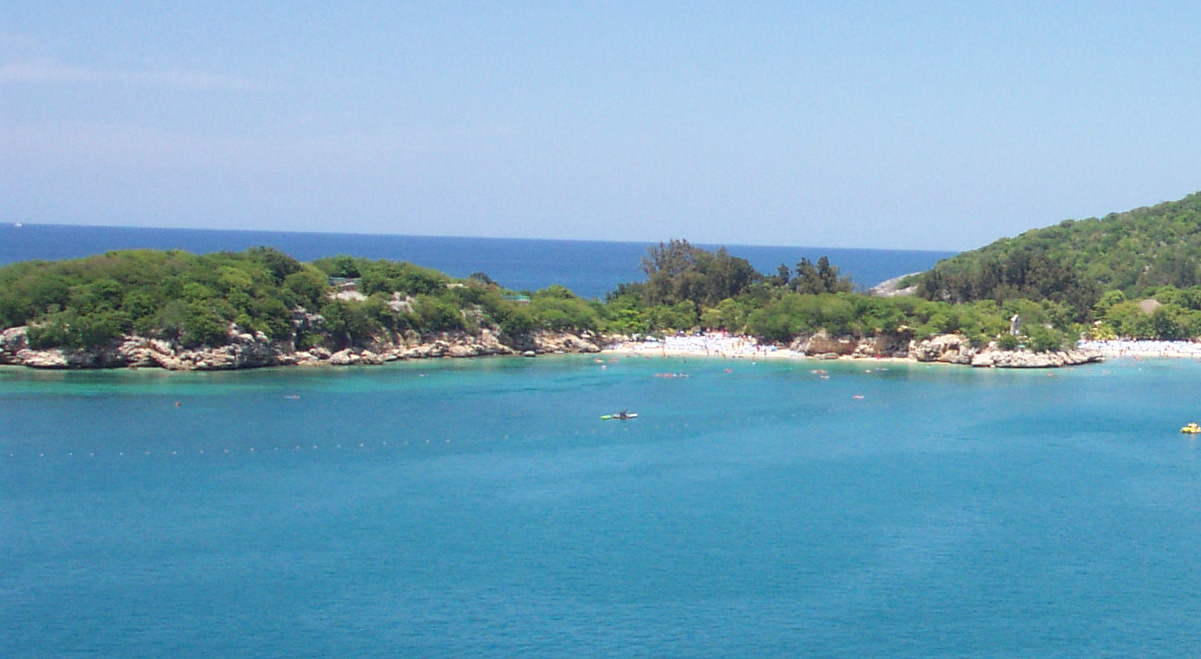

ラバディ（Labadee）は、ハイチ北県のカパイシャン郊外にある村。ロイヤルカリビアン・インターナショナル所有の桟橋があり、同社のクルーズ船が発着する。
座標は北緯19度47分11秒 西経72度14分44秒 / 北緯19.78639度 西経72.24556度

## 概要
名称は、村の最初の入植者（フランス人）から来ている。長らく小さな漁村に過ぎなかったが、アメリカの船会社ロイヤルカリビアン・インターナショナルが土地を購入し、カリブ海クルーズの寄港地とした。同社は乗船者の数に応じて税金を払っている。

## 施設
オアシス・オブ・ザ・シーズなどの大型客船でも停泊できるよう、長大かつ周囲の環境に調和した桟橋がある。地元住民による民族舞踊の演奏や、マリンスポーツなどのオプショナルツアーも多くあり、子供用プールやビーチなどの設備も整っている。また、世界最長のジップラインが設置されていて、山の上から海の上を滑るようにして滑空できる。

## その他
ハイチ大地震の際、行方不明者の捜索などが行われているにもかかわらず、客船がラバティに寄港したとして、大きな批判を浴びた。これに対しロイヤル・カリビアン・インターナショナルは、支援物資や寄付金などで支援した他、地域経済を支える必要もあると主張している。

## ギャラリー

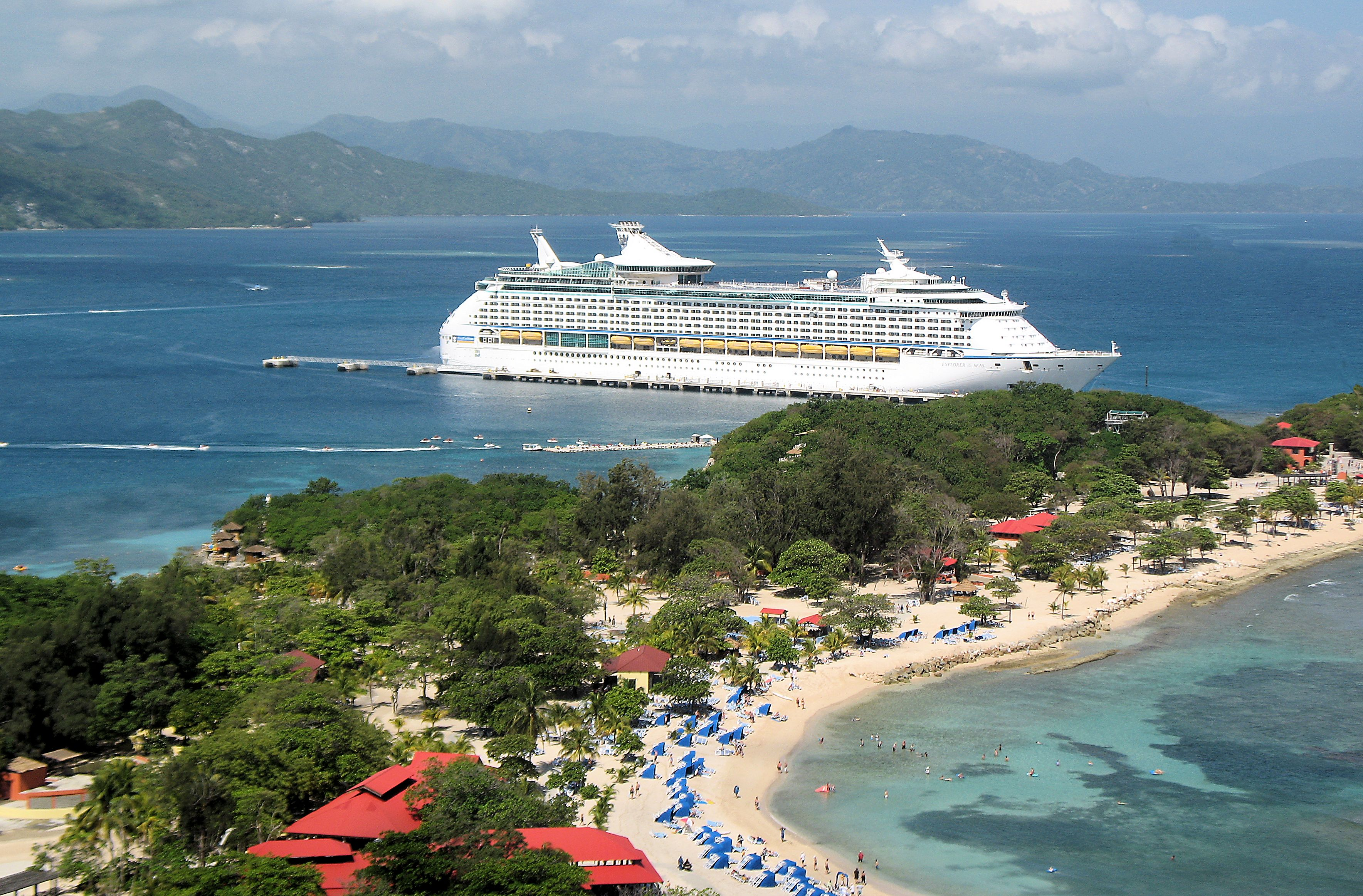
遠景
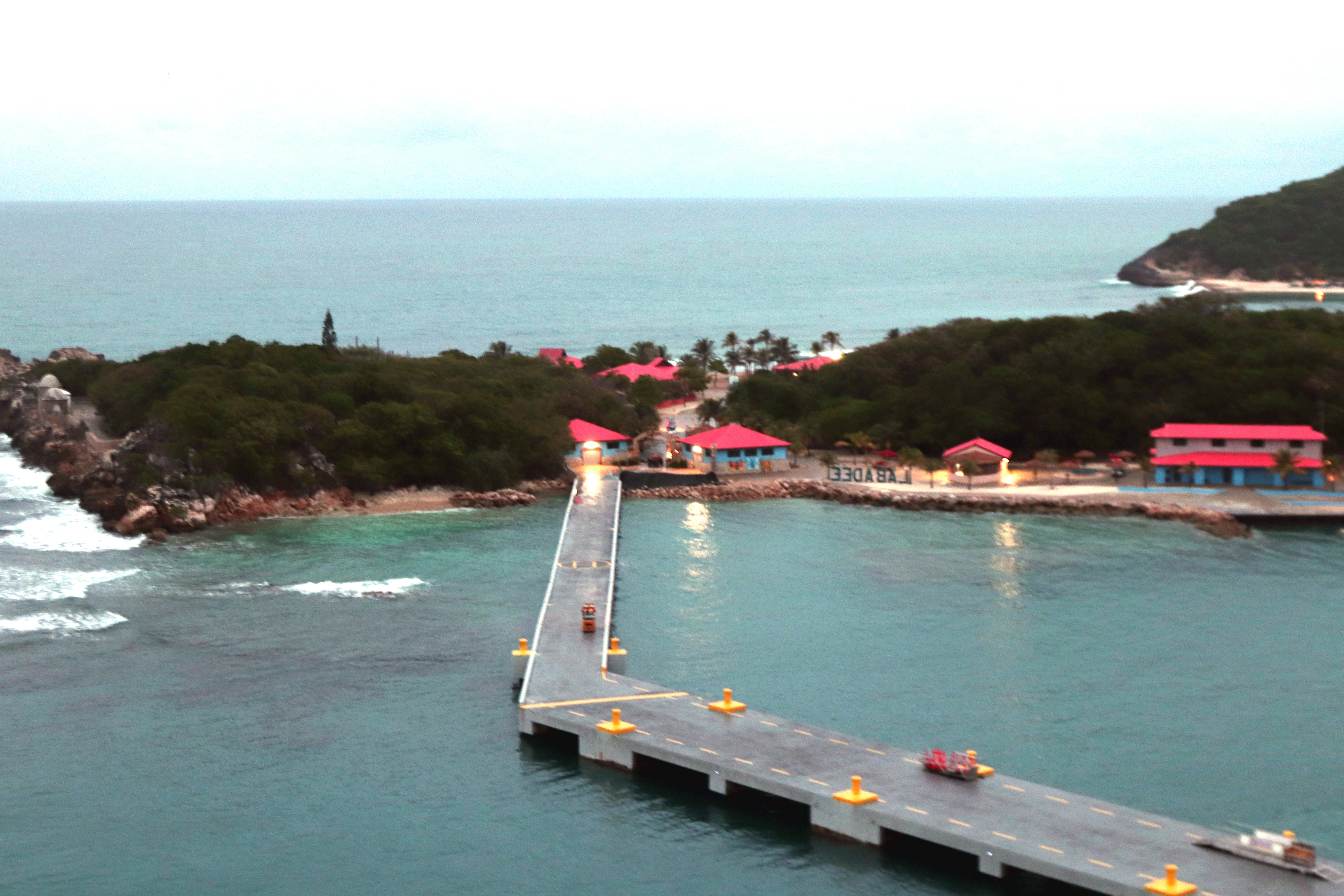
桟橋
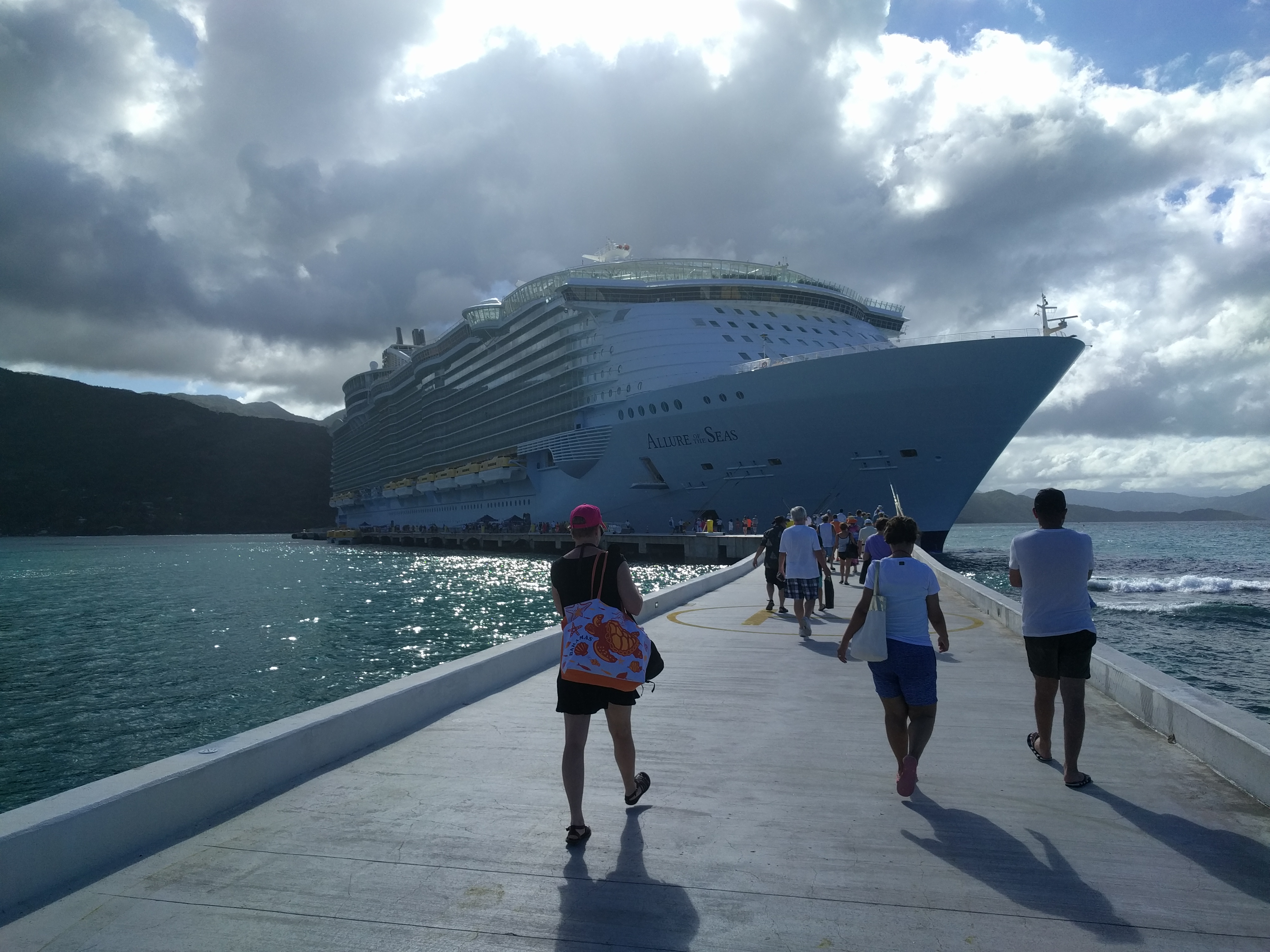
クルーズ客船
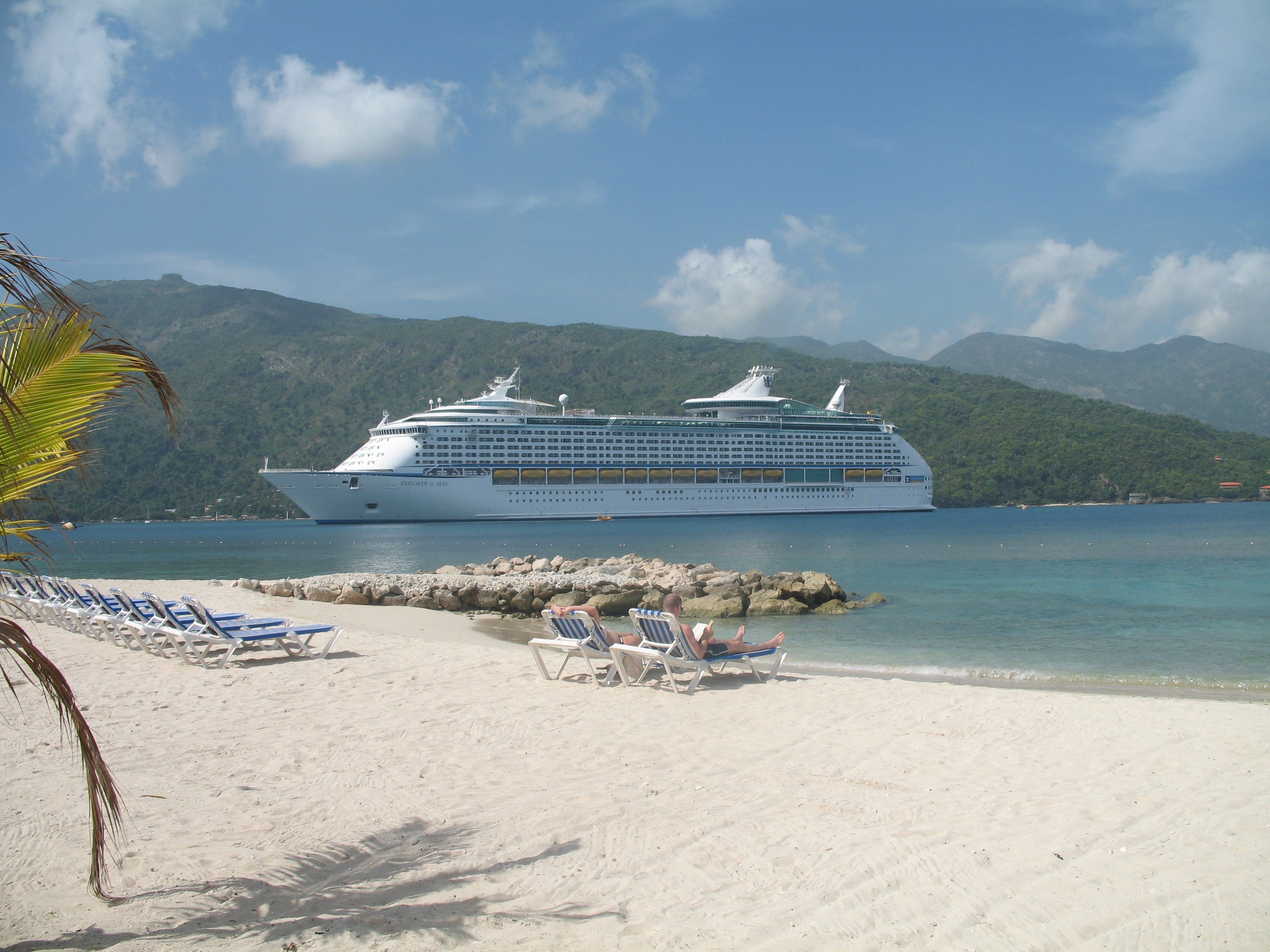
ラバディビーチ
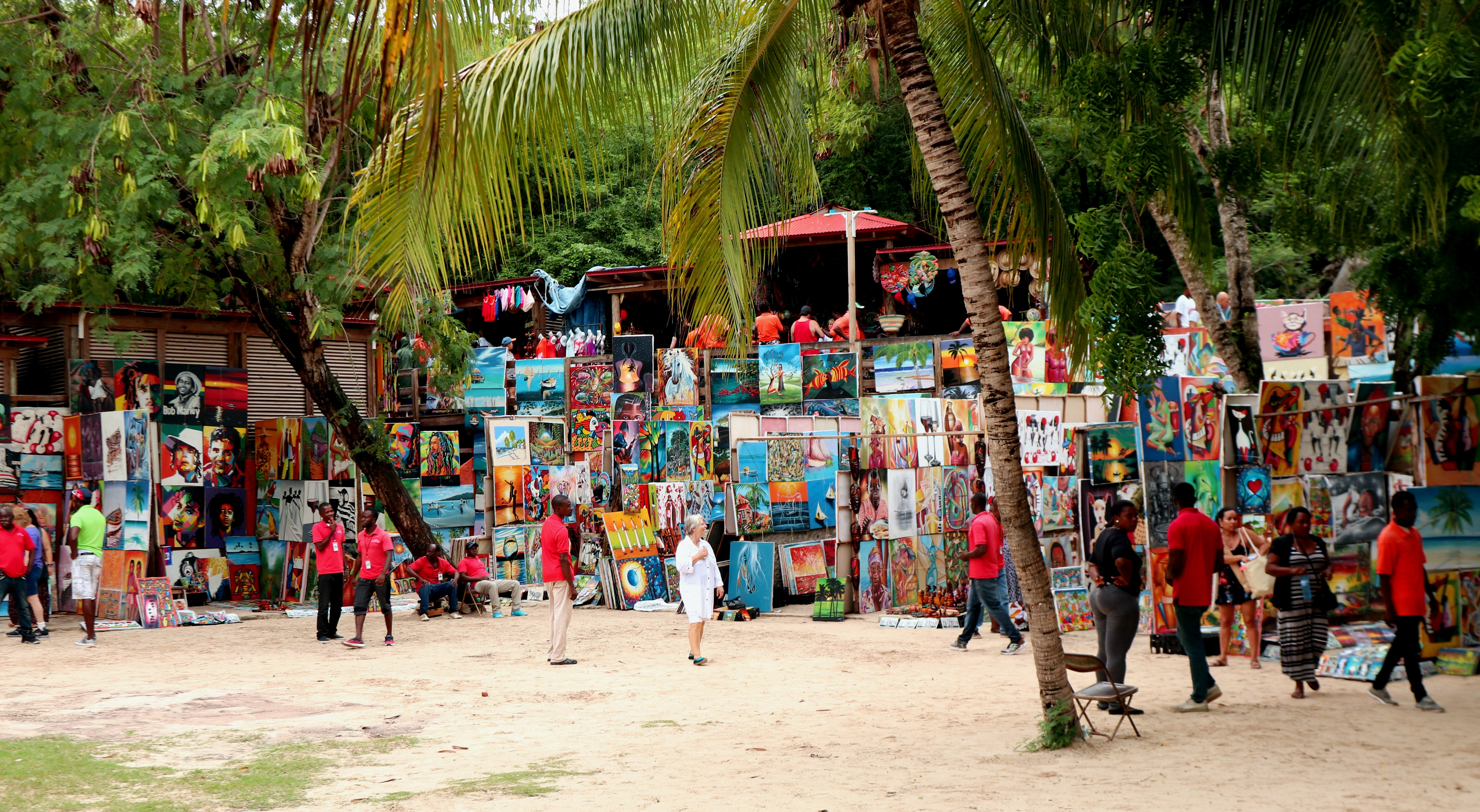
民芸品の売店